# Winifer Santa
Winifer Santa (Santo Domingo, República Dominicana, 9 de julio de 1998) es una futbolista profesional dominicana, se desempeña en el terreno de juego como delantera y su actual equipo es el Getafe Club de Fútbol de la Primera Nacional Femenina de España.

## Clubes
| Club                            | País   | Año             | Ref. |
| ------------------------------- | ------ | --------------- | ---- |
| Club Deportivo Betis San Isidro | España | 2017 - 2019     |      |
| Rayo Vallecano                  | España | 2019 - 2020     |      |
| Getafe Club de Fútbol           | España | 2021 - presente |      |